# Unter einer kleinen Decke in der Nacht (Das Kuschellied)
Unter einer kleinen Decke in der Nacht (Das Kuschellied) ist ein Lied des deutschen Sängers, Komponisten und Produzenten Stephan Remmler aus dem Jahr 1986.

## Hintergrund
Das Lied wurde 1986 im Can-Studio in Weilerswist aufgenommen, in dem Stephan Remmler schon zuvor zwei Alben mit seiner ehemaligen Band Trio aufgenommen hatte. Es spielen Curt Cress (Schlagzeug), Klaus Voormann (Bass und Keyboard), Karl Allaut (Gitarre) und Hermann Weindorf (Keyboard). Komponiert und produziert wurde das Lied von Stephan Remmler selbst. Zusätzlich ist der Kinderchor der Grundschule Königswieserstrasse aus München zu hören.
Inhaltlich beschreibt das Lied einen Mann, der morgens allein im Bett aufwacht und sich nach einer Partnerin sehnt.

## Veröffentlichung
Das Lied erschien am 24. Oktober 1986 auf Remmlers erstem Soloalbum Stephan Remmler. Es wurde am 22. April 1987 als dritte Single aus dem Album ausgekoppelt, die als 7″-Single und 12″-Maxi-Single erschien. Die Maxi-Single enthält mehrere instrumentale Variationen von Unter einer kleinen Decke in der Nacht (Das Kuschellied), die vom österreichischen Komponisten Christian Kolonovits arrangiert wurden. Kolonovits spielte seine Variationen zusammen mit den Wiener Symphonikern ein, teils mit deren Kammerbesetzung (Piano, Kontrabass, Klarinette und Violine).
Auf der 12″-Maxi-Single findet sich zudem eine Demoversion des Liedes, die Stephan Remmler, begleitet nur von Hermann Quetting am Keyboard, in seinem privaten Studio eingespielt hatte. Hier weicht der Taxt an wenigen Stellen von der später veröffentlichten Fassung ab.
Stephan Remmler trat mit dem Lied mehrfach im Fernsehen auf, meist in Begleitung eines Kinderchores, so unter anderem am 25. April 1987 in der Caterina Valente Show. Am 16. April 2016 sang Stephan Remmler live das Lied (wiederum mit einem Kinderchor) im Duett mit Florian Silbereisen in dessen Show Das große Schlagerfest. Es war der letzte Fernsehauftritt von Stephan Remmler überhaupt, der sich seitdem aus der Öffentlichkeit zurückgezogen hatte.
Zu Unter einer kleinen Decke in der Nacht (Das Kuschellied) wurde ein Musikvideo veröffentlicht, das Remmler beim Erklimmen einer schier endlosen Feuertreppe zeigt, was ihm Einblicke in verschiedene offene Fenster ermöglicht. So erblickt er von der Treppe aus ein Liebespaar, einen Bodybuilder, einen Wohnungsbrand oder eine leicht bekleidete Frau.
In den Musikcharts konnte sich Unter einer kleinen Decke in der Nacht (Das Kuschellied) nicht platzieren.